# Новгородский государственный университет
Новгоро́дский госуда́рственный университе́т и́мени Яросла́ва Му́дрого (сокращённо НовГУ) — российское высшее учебное заведение, расположенное в Великом Новгороде. Крупнейшее в Новгородской области государственное образовательное учреждение.
Образован в 1993 году путём объединения Новгородского политехнического института (НПИ) и Новгородского государственного педагогического института (НГПИ). В 1997 году в состав НовГУ вошла Новгородская сельскохозяйственная академия (НГСА). В апреле 2017 года стал одним из региональных опорных университетов.
Ректор — профессор, доктор технических наук Юрий Сергеевич Боровиков.

## История

### Высшее образование в Новгороде в XVIII—XX века
В 1706 году митрополит Новгородский Иов открыл при своём архиерейском доме Новгородское греко-славянское училище, вызвав для руководства им основателей московской Славяно-греко-латинской академии греческих учёных братьев Иоанникия и Софрония Лихудов. Школа разместилась в новгородском Детинце, в здании, которое с тех пор получило название «Лихудов корпус». За счёт средств Софийского собора организовал строительство двухэтажного здания для училища; ученики, которых насчитывалась до 153 человек, содержались на средства митрополита, который предоставил в их распоряжение своё книжное собрание. Преподавание велось Лихудами по тем же учебникам, что и в Московской академии. В школе не стали преподавать на латыни, оставив в качестве языков лишь два, поэтому она и называлась «Греко-славянской». С назначением Феофана Прокоповича архиепископом в Новгород эти Новгородские школы были упразднены.
Новая попытка открыть высшее учебное заведение в Новгороде относится к 1740 году, когда архиепископ Новгородский Амвросий (Юшкевич) основал Новгородскую духовную семинарию. Будучи выпускником Киево-Могилянской академии, архиепископ Амвросий планировал создать в Новгороде точный слепок своей alma mater. Согласно штату, деятельность Новгородской духовной семинарии была с самого начала подробно регламентирована и обеспечена в материальном отношении. На её содержание было ассигновано 7859 рублей 37 копеек в год, что намного превосходило денежное содержание других семинарий в тогдашней Российской империи. 12 апреля 1741 года он обратился с донесением к регентше Анне Леопольдовне, докладывая о своём намерении избрать для строительства «не уже семинарии, но большой Академии по примеру школ Киевских… монастырь Антония Римлянина», где «надлежит быть по штату 10-ти школам, також и библиотеке каменной для содержания книг, а для лучшего порядка и смотрения оной Академии имеет определен быть… архимандрит и ректор… по примеру Киевской и Московской Академий», а также просил «по примеру Киевской, Харьковской и прочих иностранных утвердить оную академию грамотою». Учебный план имел ту же структуру, что и в Киевской академии. Оттуда же были приглашены первые преподаватели.  Архиепископ Амвросий приложил особые усилия к организации семинарской библиотеки. Согласно Штату 1740 год на комплектование библиотеки выделялось по 300 рублей в год, чего не имела ни одна семинария в Российской империи. Амвросий передал семинарской библиотеке книжное собрание Новгородского архиерейского дома, включавшее библиотеку Новгородской школы Лихудов, а также добился разрешения императрицы Елизаветы Петровны на передачу семинарии библиотеки Феофана (Прокоповича).

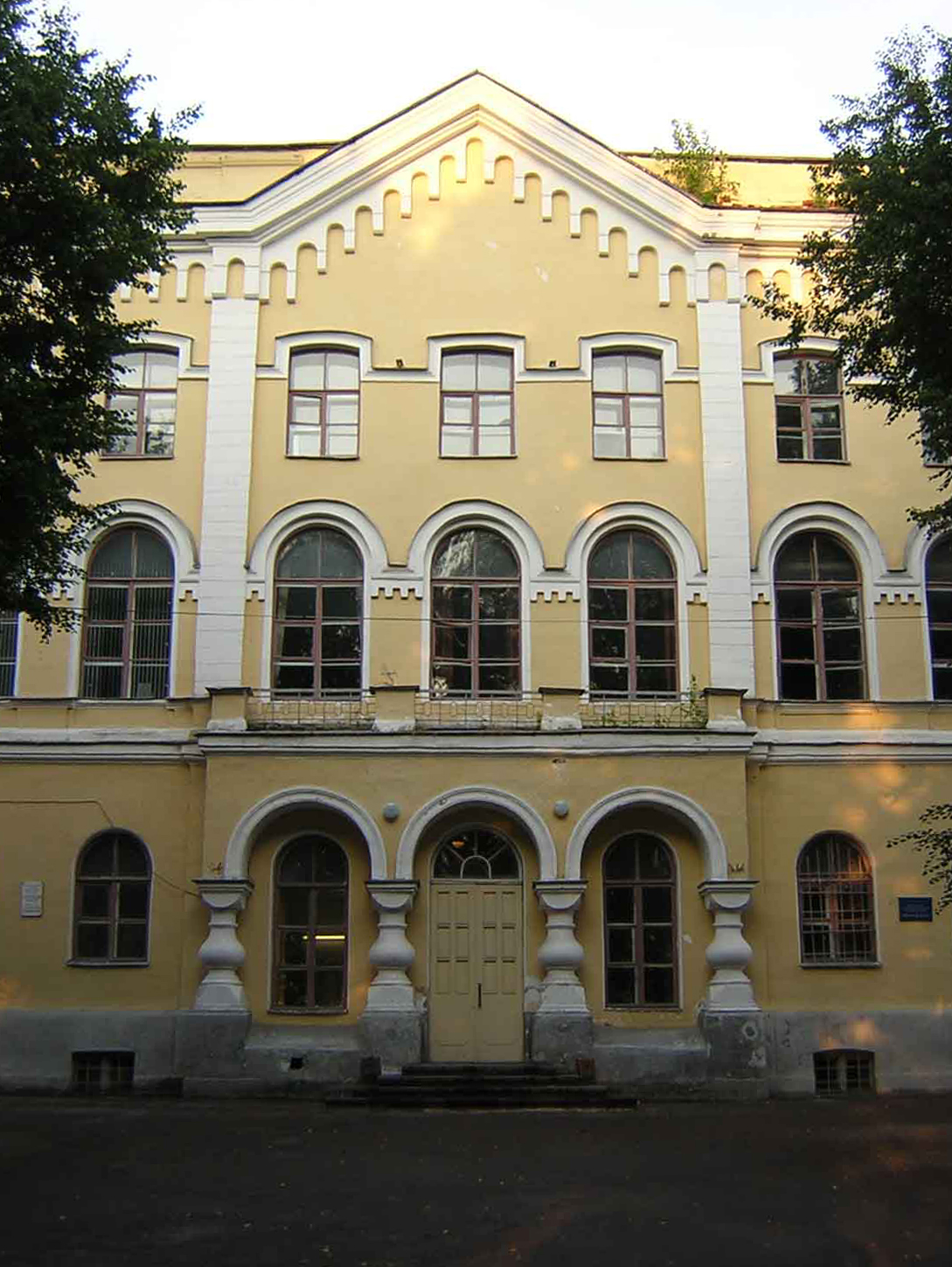
Здание бывшей Духовной семинарии в Антониевом монастыре

Однако в конечном итоге основные ресурсы были направлены на развитие образования в Петербурге. Так в 1788 году высшие классы Новгородской духовной семинарии по инициативе митрополита Новгородского и Санкт-Петербургского Гавриила (Петрова) были на 11 лет переведены в Петербург, чтобы поднять уровень Александро-Невской семинарии, которая в 1797 году была преобразована в духовную академию. Таким образом, в Новгороде за всё последующее царское время не появилось ни духовной академии, ни светского вуза. В XIX веке Новгородская духовная семинария имела мало принципиальных отличий от других духовных семинарий страны. Однако и тогда она обладала уникальными традициями и замечательной по богатству библиотекой.
30 сентября 1918 года Новгородский губернский отдел народного образования принял решение о закрытии Новгородской духовной семинарии, а с 1 октября 1919 года на её базе открылся Новгородский институт народного образования, в распоряжении которого оказалась фундаментальная библиотека семинарии. В 1934 году Новгородский институт народного образования был преобразован в Новгородский государственный учительский институт, а затем, в 1953 году — в Новгородский государственный педагогический институт (НГПИ).
Параллельно в 1964 году в Новгороде был создан филиал Ленинградского электротехнического института, на базе которого в 1973 году был создан Новгородский политехнический институт (НПИ).
Параллельно в 1969 году был открыт Новгородский филиал заочного образования ЛСХИ, а затем, в 1986 году — Новгородский государственный сельскохозяйственный институт (НСхИ).

### Новгородский государственный университет
30 июня 1993 года Председатель Совета Министров РФ В. С. Черномырдин подписал Постановление «Об образовании Новгородского государственного университета» на базе Новгородского государственного политехнического института и Новгородского государственного педагогического института. Председатель Госкомитета по высшему образованию В. Г. Кинелев издал приказ о назначении ректором НовГУ Владимира Васильевича Сороки. Церемония открытия университета состоялась 1 октября 1993 года.
Целью создания НовГУ было объединение разнообразного опыта подготовки специалистов путём проведения фундаментальных научных исследований и обучения на всех уровнях высшего, послевузовского и дополнительного образования по широкому спектру естественнонаучных, гуманитарных и других направлений науки, техники и культуры.

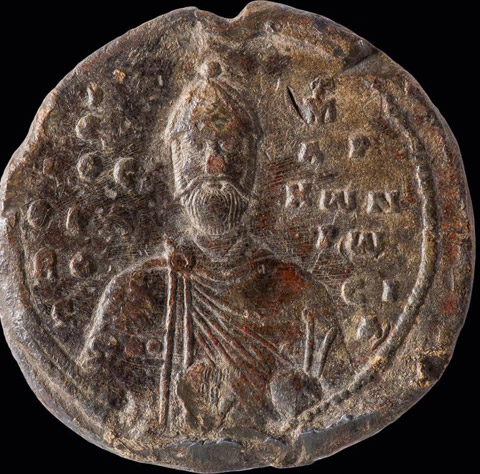
Печать князя Ярослава Владимировича, найденная на Троицком раскопе

Накануне празднования первой университетской годовщины на Троицком раскопе в Новгороде была найдена свинцовая печать князя Ярослава Мудрого, свидетельствовавшая о том, что он, уже будучи киевским князем, сохранял за собой прямое влияние на развитие Новгорода. По предложению руководителя Новгородской археологической экспедиции, академика В. Л. Янина, которого поддержали члены Учёного Совета НовГУ и областная администрация, молодому университету было присвоено имя Ярослава Мудрого в знак признания его заслуг.
15 июня 1995 года приказом создателя и первого ректора (президента) НовГУ Владимира Васильевича Сороки на базе ранее существовавших музеев НГПИ и НПИ создан музей Новгородского государственного университета, который разместился в корпусе Гуманитарного института в Антониевом монастыре в здании бывшей духовной семинарии.
15 января 1997 года распоряжением Правительства Российской федерации на основе решения учёных советов Новгородской государственной сельскохозяйственной академии и НовГУ, НГСХА была присоединена к университету на правах структурного подразделения — Академии сельского хозяйства и природных ресурсов. Экономический факультет летом того же года объединился с университетскими факультетами экономики и менеджмента, положив начало Институту экономики и управления.
В ноябре 2014 года Северо-Западный банк Сбербанка России открыл на базе Института экономики и управления Новгородского государственного университета им. Ярослава Мудрого кафедру Сбербанка — «Банковское дело».
В апреле 2017 года Новгородский университет стал одним из опорных ВУЗов России.  По итогам оценки эффективности опорных университетов за 2019 год, проведенной Министерством науки и высшего образования РФ, Новгородский Университет занял третье место среди региональных опорных ВУЗов.
С 2018 года сотрудничает с Санкт-Петербургским политехническим университетом, Санкт-Петербургским электротехническим университетом (ЛЭТИ), Санкт-Петербургским национальным исследовательским университетом информационных технологий, механики и оптики (ИТМО), и другими ведущими ВУЗами страны.
В 2021 году объявлено о строительстве нового общежития на 500 мест с летним лекторием во дворе, спортивной площадкой и местами для отдыха.

### Инновационный научно-технологический центр «Интеллектуальная электроника — Валдай»
В феврале 2020 года НовГУ выступил инициатором по созданию в Новгородской области инновационного научно-технологического центра в формате технологической долины. Предложение поддержал Президент страны Владимир Путин. Частью интеллектуальной долины станет строящаяся Новгородская техническая школа. Главное направление деятельности НТШ — подготовка и переподготовка кадров. На базе школы будут обучаться школьники, студенты, выпускники вузов, отраслевые специалисты.

## Руководство
В различные периоды истории университета должность его руководителя называлась по-разному. Ниже представлены руководители университета вместе с наименованием занимавшейся каждым из них должности.
- Сорока, Владимир Васильевич, президент (1993—1998)
- Гавриков, Анатолий Леонидович, ректор (1998—2008)
- Вебер, Виктор Робертович, ректор (2008—2017)
- Боровиков, Юрий Сергеевич, ректор (с июня 2022), и. о. ректора (в 2017—2022)

## Основные подразделения университета

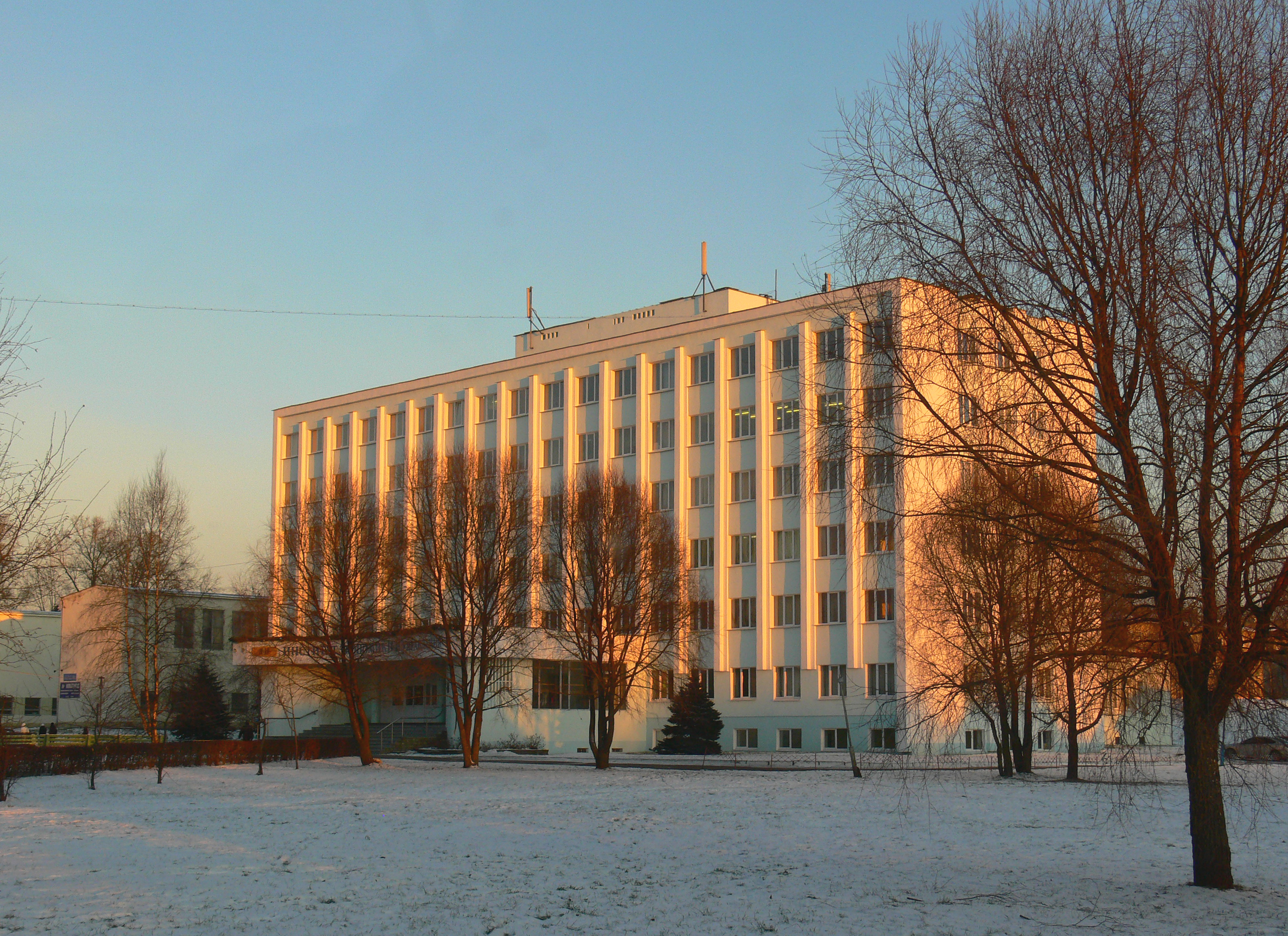
Здание Института экономики и управления

- Институт электронных и информационных систем (ИЭИС)
- Гуманитарный институт (ИГУМ)
- Институт медицинского образования (ИМО)
- Педагогический институт (ранее Институт непрерывного педагогического образования)[20] (ПИ)
- Институт биотехнологий и химического инжиниринга (ИБХИ)
- Институт цифровой экономики, управления и сервиса (ИЦЭУС)
- Политехнический институт (ИПТ)
- Юридический институт (ИЮР)

В состав НовГУ входят также учреждения среднего профессионального образования (колледжи).
- Политехнический колледж
- Медицинский колледж
- Старорусский политехнический колледж
- СПО ПИ
- СПО ИБХИ
- СПО ИЦЭУС
- СПО ИЮР

## Известные преподаватели и выпускники
- Десятсков, Станислав Германович — писатель, историк.
- Ершевский, Болеслав Донатович — археолог.
- Ковалёв, Борис Николаевич — историк.
- Конецкий, Владимир Яковлевич — археолог.
- Мильков, Владимир Владимирович — историк философии.
- Олигеров, Александр Романович — художник
- Орлов, Сергей Николаевич — археолог.
- Певзнер, Михаил Наумович — педагог.
- Подосокорский, Николай Николаевич — филолог, публицист.
- Фарфоровский, Сергей Васильевич — историк, этнограф.
- Циркин, Юлий Беркович — историк-востоковед.

См. также:
- Выпускники Новгородского государственного университета
- Преподаватели Новгородского государственного университета